# جیمز ئی. وب
جیمز ادوین وب (به انگلیسی: James E. Webb; ۷ اکتبر ۱۹۰۶ – ۲۷ مارس ۱۹۹۲) یک سیاستمدار اهل ایالات متحده آمریکا بود.
جیمز ادوین وب یک مقام دولت آمریکایی بود که از ۱۴ فوریه ۱۹۶۱ تا ۷ اکتبر ۱۹۶۸ به عنوان دومین مدیر منصوب ناسا خدمت می‌کرد. وب از ابتدای دولت کندی تا پایان دولت جانسون بر ناسا نظارت داشت؛ بنابراین بر اولین پرتاب‌های مهم انسان در عطارد از طریق برنامه‌های جوزا، تا قبل از اولین پرواز آپولو، نظارت داشت. او همچنین با آتش آپولو ۱ نیز مقابله کرد.
در سال ۲۰۰۲، تلسکوپ فضایی نسل بعدی (NGST) به عنوان ادای احترام به وب، تلسکوپ فضایی جیمز وب تغییر نام داد.

## کودکی
وب در سال ۱۹۰۶ در دهکده تالی هو در شهرستان گرانویل، کارولینای شمالی به دنیا آمد. پدر وی سرپرست مدارس دولتی گرانویل بود. وی تحصیلات دانشگاهی خود را در دانشگاه کارولینای شمالی در چاپل هیل به پایان رساند و در آنجا لیسانس هنر را در سال ۱۹۲۸ دریافت کرد. وی عضوی از برادری اقاقیا بود. وب در ارتش دریایی ایالات متحده ستوان دومی شد و از سال ۱۹۳۰ تا ۱۹۳۲ به عنوان خلبان نیروی دریایی ارتش مشغول خدمت بود. وب سپس در رشته حقوق در دانشکده حقوق دانشگاه جورج واشینگتن تحصیل کرد و در سال ۱۹۳۶ مدرک JD گرفت. در همان سال، او در نوار ناحیه کلمبیا پذیرفته شد.

## خدمات دولتی
وب کار طولانی خود را در خدمات عمومی در واشینگتن دی سی با خدمت به عنوان دبیر نماینده ایالات متحده ادوارد د. پو از کارولینای شمالی از سال ۱۹۳۲ تا ۱۹۳۴ آغاز کرد. پو رئیس کمیته قوانین و رئیس مجلس بود. با کمک وب، پو در پیشبرد اولین قانون جدید معاملات فرانکلین روزولت در صد روز نخست دوره روزولت اثرگذار بود. وب علاوه بر وظایف منشیگری، به پوی مسن و بیمار کمک فیزیکی می‌کرد.

## ناسا

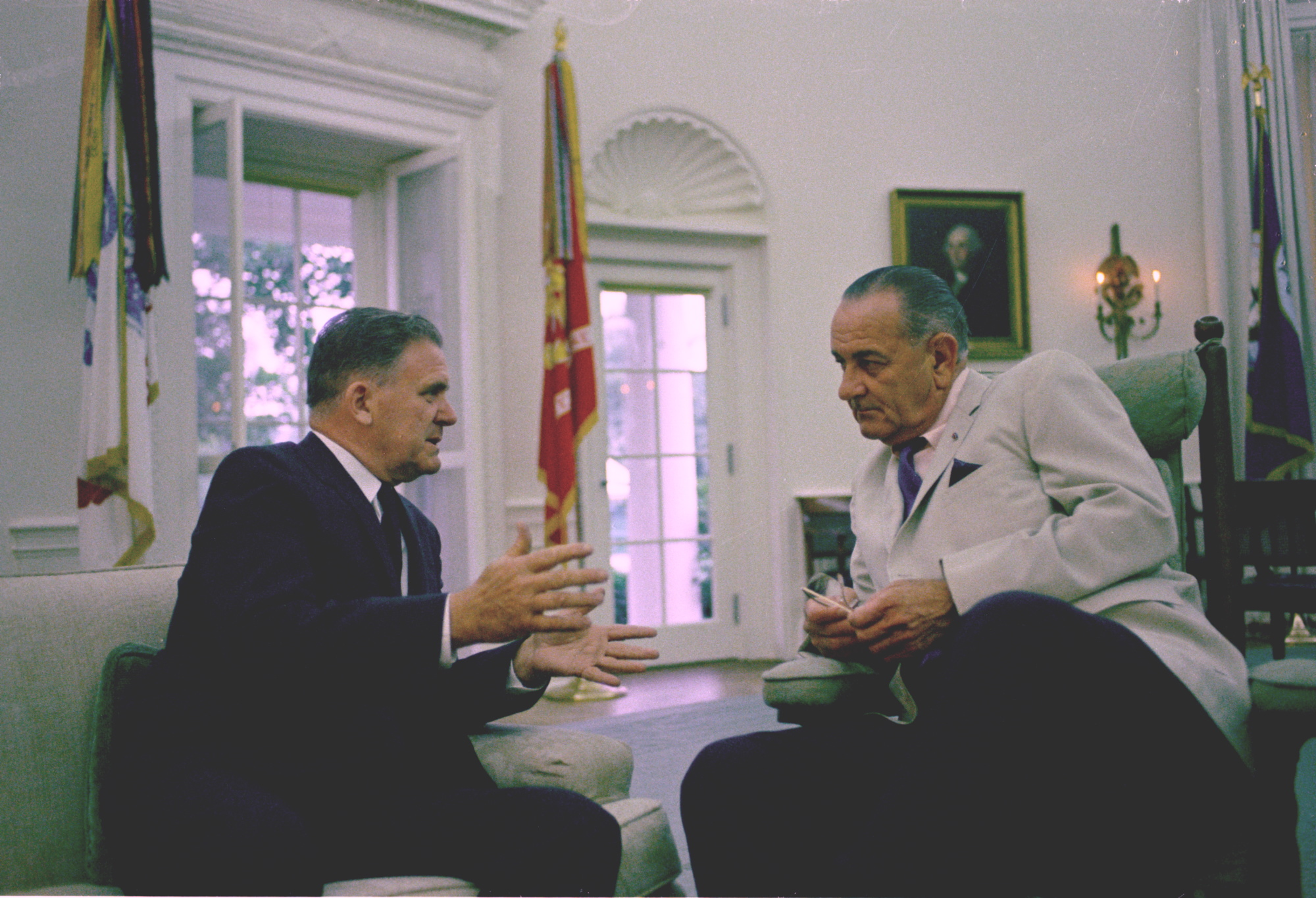
وب و جانسون رئیس جمهور امریکا

در ۱۴ فوریه ۱۹۶۱، وب انتصاب رئیس‌جمهور جان اف کندی به عنوان سرپرست ناسا را پذیرفت و زمام امور را از مدیر موقت، هیو د. دریدن، معاون مدیر، گرفت. وب هدفی را برعهده گرفت که نندی توسط کندی برای فرود آمریکایی روی ماه قبل از پایان دهه ۱۹۶۰ از طریق برنامه آپولو تعیین شد.
به مدت هفت سال پس از اعلام کندی در ۲۵ مه ۱۹۶۱، اعلام هدف فرود ماه ماه تا ماه اکتبر ۱۹۶۸، وب برای حمایت از ناسا در کنگره لابی کرد. وی به عنوان یکی از افراد با سابقه واشینگتن و با حمایت رئیس‌جمهور لیندون بی جانسون، توانست مداوم حمایت و منابع خود را برای آپولو تولید کند.
در زمان دولت وی، ناسا از مجموعه ای گشاد از مراکز تحقیقاتی به یک سازمان هماهنگ تبدیل شد. وب در ایجاد مرکز فضایی سرنشین دار، بعداً مرکز فضایی جانسون، در هوستون نقش اساسی داشت. علی‌رغم فشارهایی که برای تمرکز روی برنامه آپولو وجود داشت، وب اطمینان حاصل کرد که ناسا برنامه اکتشافات سیاره ای را با برنامه‌های فضایی مارینر و پایونیر انجام داده‌است.
وب پس از حادثه آپولو ۱ در سال ۱۹۶۷، به رسانه‌ها گفت: "ما همیشه می‌دانستیم که چنین اتفاقی دیر یا زود اتفاق می‌افتد… چه کسی فکر می‌کرد که اولین فاجعه روی زمین باشد؟" وب به جانسون رفت و طبق روشی که پس از حادثه حین پرواز در جوزا ۸ ایجاد شد، اجازه داد که ناسا بتواند تحقیقات مربوط به تصادف را انجام دهد و روند بهبودی آن را هدایت کند. او قول داد در ارزیابی سرزنش، حتی به خود و مدیریت ناسا، به‌طور مناسب. آژانس برای کشف جزئیات فاجعه، اصلاح مشکلات و ادامه پیشرفت به سمت فرود آمدن ماه آپولو ۱۱ تلاش کرد.
وب یافته‌های هیئت تحقیق را به کمیته‌های مختلف کنگره گزارش داد و او تقریباً در هر جلسه سرزنش شخصی می‌کرد. چه از طریق اتفاقات و چه از طریق طراحی، وب موفق شد برخی از واکنش‌های ناشی از این حادثه را از ناسا به عنوان یک آژانس یا از دولت جانسون دور کند. در نتیجه، تصویر و حمایت مردمی ناسا تا حد زیادی آسیب ندید.
وب یک دموکرات بود که به جانسون نزدیک بود و از آنجا که جانسون ترجیح داد برای انتخاب مجدد کاندیدا نشود، وب تصمیم گرفت از سمت خود کناره‌گیری کند تا به رئیس‌جمهور بعدی، ریچارد نیکسون، جمهوریخواه، مدیر خود را انتخاب کند.
در سال ۱۹۶۸ وب توسط منابع سیا مطلع شد که اتحاد جماهیر شوروی در حال ساخت موشک سنگین N1 خود برای یک مأموریت سفر به ماه با سرنشین است و او ناسا را راهنمایی کرد تا آپولو ۸ را برای یک مأموریت مداری ماه در آن سال آماده کند. در آن زمان، برخی اظهارات وب در مورد توانایی‌های اتحاد جماهیر شوروی را مورد تردید قرار دادند و N-1 را «غول وب» نامیدند. با این حال، افشاگری‌های بعدی در مورد Moonshot شوروی، پس از فروپاشی اتحاد جماهیر شوروی، از نتیجه‌گیری وب پشتیبانی می‌کند. وب در اکتبر ۱۹۶۸، درست قبل از اولین پرواز سرنشین دار در برنامه آپولو، ناسا را ترک کرد.
وب با بهره‌گیری از تجربه خود در ناسا، مدیریت عصر فضا: رویکرد مقیاس بزرگ (۱۹۶۹) را منتشر کرد، که در آن وی برنامه فضایی را به عنوان الگویی از دولت موفق ارائه داد که می‌تواند گسترش یابد تا مشکلات عمده جامعه را برطرف کند.
در سال ۱۹۶۹ توسط جانسون مدال آزادی ریاست جمهوری به وب اهدا شد. وی دریافت کننده مدال طلای لنگلی از مؤسسه اسمیتسونیان در سال ۱۹۷۶ است.

## زندگی شخصی
وب در سال ۱۹۳۸ با پاتسی آیکن داگلاس ازدواج کرد و آنها صاحب دو فرزند شدند: سارا گورهام وب (متولد ۱۹۴۵) و جیمز ادوین وب جونیور (متولد ۱۹۴۷). وب یک فراماسون بود.

## سال‌های پایانی
وب پس از بازنشستگی از ناسا، در واشینگتن دی سی باقی ماند و در چندین هیئت مشاوره از جمله خدمت به عنوان نیابت مؤسسه اسمیتسونیان خدمت کرد. در سال ۱۹۸۱، توسط آکادمی نظامی ایالات متحده در وست پوینت به خاطر فداکاری خود به کشورش، جایزه سیلوانوس تایر را دریافت کرد.
وب در سال ۱۹۹۲ درگذشت و در قبرستان ملی آرلینگتون به خاک سپرده شد.